# Nicolas Pavillon
Ne pas confondre avec Bernard Monot, dit Nicolas Pavillon.
Nicolas Pavillon, souvent cité comme « M. D'Alet », né le 17 novembre 1597 à Paris et mort le 8 décembre 1677 à Alet, est un ecclésiastique français.
Évêque d'Alet pendant quarante ans, de 1637 à sa mort, très dédié à son apostolat, il est noté pour avoir porté une grande attention à l'éducation du plus grand nombre, y compris celle des filles – une exception à l'époque.

## Biographie
Nicolas Pavillon, dans une famille de parlementaires. Il fait ses études au collège de Navarre puis à la Sorbonne où il étudie la théologie, en même temps que Vincent de Paul, dont il devient le bras droit et le protégé. Ordonné prêtre à 30 ans, il prêche pour l'œuvre des Missions.
Sur le conseil de Vincent de Paul, après avoir entendu Pavillon lors d'une octave du Saint-Sacrement, le cardinal de Richelieu le nomme, en 1637, évêque du petit diocèse d'Alet, au sud-est de Toulouse. Sacré le 22 août 1639, il devient, selon sa propre expression, « évêque de village:12 ».
Le réformateur
Nicolas Pavillon réunit un synode en 1640 qui institue des conférences mensuelles pour redresser son clergé. Mais sa volonté de réformer les mœurs se heurte aux chanoines de sa cathédrale ainsi qu'à la noblesse locale, qui portent leurs griefs au parlement de Toulouse. Un arrêt du Conseil du roi met un terme à la querelle. Pavillon parvient néanmoins à convertir le prince de Conti grâce à son intransigeance morale.
Éducation des prêtres
Il s'attache à préparer les nouveaux prêtres au ministère, ainsi qu'à l'évangélisation et à l'enseignement élémentaire des populations montagnardes. Après un premier séjour au séminaire qu'il a fondé, les candidats à la prêtrise sont envoyés dans les villages afin d'y tenir une école pour les garçons. Les meilleurs retournent à Alet pour y recevoir une formation qui les conduit à l'ordination.
Éducation de la population
Concernant l'éducation, il fait de son diocèse un lieu d'exception : c'est le seul diocèse du Languedoc (et peut-être de France) où le nombre d'écoles pour filles est à peu près égal au nombre d'écoles pour garçons, avec 7 écoles pour les premières et 9 pour les seconds. Il instaure un enseignement visant les filles, dispensé par des « régentes », dévotes laïques qui mènent une vie réglée similaire à celle des religieuses, et qui enseignent aux pauvres comme aux riches pendant cinq heures par jour le catéchisme et la doctrine chrétienne, la lecture et l'écriture, mais aussi la couture et le filage. Cette institution des régentes, qui ne regroupe probablement jamais plus d'une quinzaine de personnes, perdure jusqu'à la fin de l'ancien régime.
Le Jansélien
Il est associé au mouvement janséniste et gallican, notamment par son refus de signer le Formulaire condamnant les propositions tirées de l'Augustinus de Jansénius.
Après être tombé malade le 15 octobre, il devient rapidement, après sa mort, un « héros » de la cause janséniste. Il repose dans le cimetière paroissial d'Alet-les-Bains, sous une dalle sans nom.

### Écrits
- Lettre de Mgr l'évêque d'Alet à M. le curé de Saint-Nicolas du Chardonnet, touchant la signature du Formulaire.
- Lettres de Nosseigneurs l'archevêque de Narbonne (Claudius de Rebé) et l'évêque d'Alet au Roi, touchant ce qui s'est passé dans le chapitre général des religieux de la doctrine chrétienne tenue à Narbonne au mois de septembre dernier. 24 septembre 1646
- Remonstrance faite à la Reine par M. l'évêque d'Alet sur la misère du pauvre peuple. Paris 1652
- Censure de l'apologie des casuistes. 1658
- Lettre écrite à Mgr. l'évêque de Châlons (Vialart) par Mgr l'évêque d'Alet, touchant la signature du Formulaire. 22 mai 1661
- Lettre écrite à Messeigneurs de l'assemblée du clergé par Mgr l'évêque d'Alet, touchant la signature du Formulaire, 22 juin 1661.
- Lettre écrite au Roi par Mgr l'évêque d'Alet, touchant la signature du Formulaire. 22 juin 1661
- Réponse à la lettre du Roi et lettre à M. de Péréfixe, évêque de Rodez. 1662
- Avis sur le Formulaire. 1663
- Lettre de Mgr l'évêque d'Alet écrite à Mgr l'évêque de Rhodez (Hardouin de Péréfixe) nommé par S.M. à l’archevêché de Paris. 26 juillet 1663
- Lettre de Mgr l'évêque d'Alet au Roi, sur la déclaration vérifiée au Parlement de Paris pour autoriser la signature du Formulaire. 25 août 1664
- Lettre de Mgr l'évêque d'Alet au Roi au sujet de la déclaration de Sa Majesté sur la signature du Formulaire. 25 Août 1664
- Lettre de Mgr l'évêque d'Alet à Mgr. l'archevêque de Sens, président de l'assemblée générale du clergé sur le sujet de son mandement. 27 juillet 1665
- Résolution de plusieurs cas de conscience et autres espèces touchant le procès de M. Ragot, 1665 et 1666
- Lettre de M. Nicolas Pavillon à M. Hardouin de Péréfixe sur la soumission qui est due à l'église à l'égard des faits qu'elle décide. 7 novembre 1667 [aussi dans Les imaginaires et les visionaires… Cologne, 1683]
- Rituel romain du pape Paul V, à l'usage du diocèse d'Alet, avec les instructions et les rubriques en francais. Paris, 1667
- 16702 ; 16773 ; Lettre circulaire, écrite par Messeigneurs les évêques d'Alet (Pavillon), de Pamiez (de Caulet), de Beauvais (Choart de Buzenval), et d'Angers (Arnauld) à Messeigneurs les archevêques et évêques de France sur le sujet du bref obtenu contre leurs mandements, 25 avril 1668.
- Lettre de M. Nicolas Pavillon, évêque d'Alet à M. Hardouin Péréfixe, archevêque de Paris, sur la signature du Formulaire. dans Société des amis Port-Royal 1954, 37-48.
- Petit traité sur la grâce, en forme de demande et de réponse, fait par Mr Nicolas Pavillon, évêque d'Alet (présentation en ligne, lire en ligne sur Gallica).